# Bogutjar
Bogutjar (russisk: Богучар) er en by i Voronezj oblast i Rusland. Den ligger ved floden Bogutjar (en sideflod til Don), omkring 220 km sydøst for Voronezj. Den har et indbyggertal på 13.756 (folketælling 2002), 8.499 (folketælling 1989).
Byrettigheder blev indvilget i 1779.
- Wikimedia Commons har flere filer relateret til Bogutjar

49°56′00″N 40°33′00″Ø / 49.9333°N 40.55°Ø